# Stilla havet under andra världskriget
Stilla havet var en av fyra stora marina krigsskådeplatser under andra världskriget som stridande styrkor från Japan stred mot de av USA, Samväldet, Nederländerna och Frankrike. 
Krigsskådeplatsen inkluderade det mesta av Stilla havet och dess öar utom Filippinerna, Australien och Nederländska Ostindien, Territoriet Nya Guinea (inklusive Bismarckarkipelagen) och Salomonöarna (som var en del av sydvästra Stillahavsområdet.) Stilla havets krigsskådeplats exkluderade också Kina och Sydostasiens fastland. Namnet kom till den 30 mars 1942 när den blev ett stort allierat kommando i krigsskådeplatsen, känt som "Pacific Ocean Areas".

## Ledare

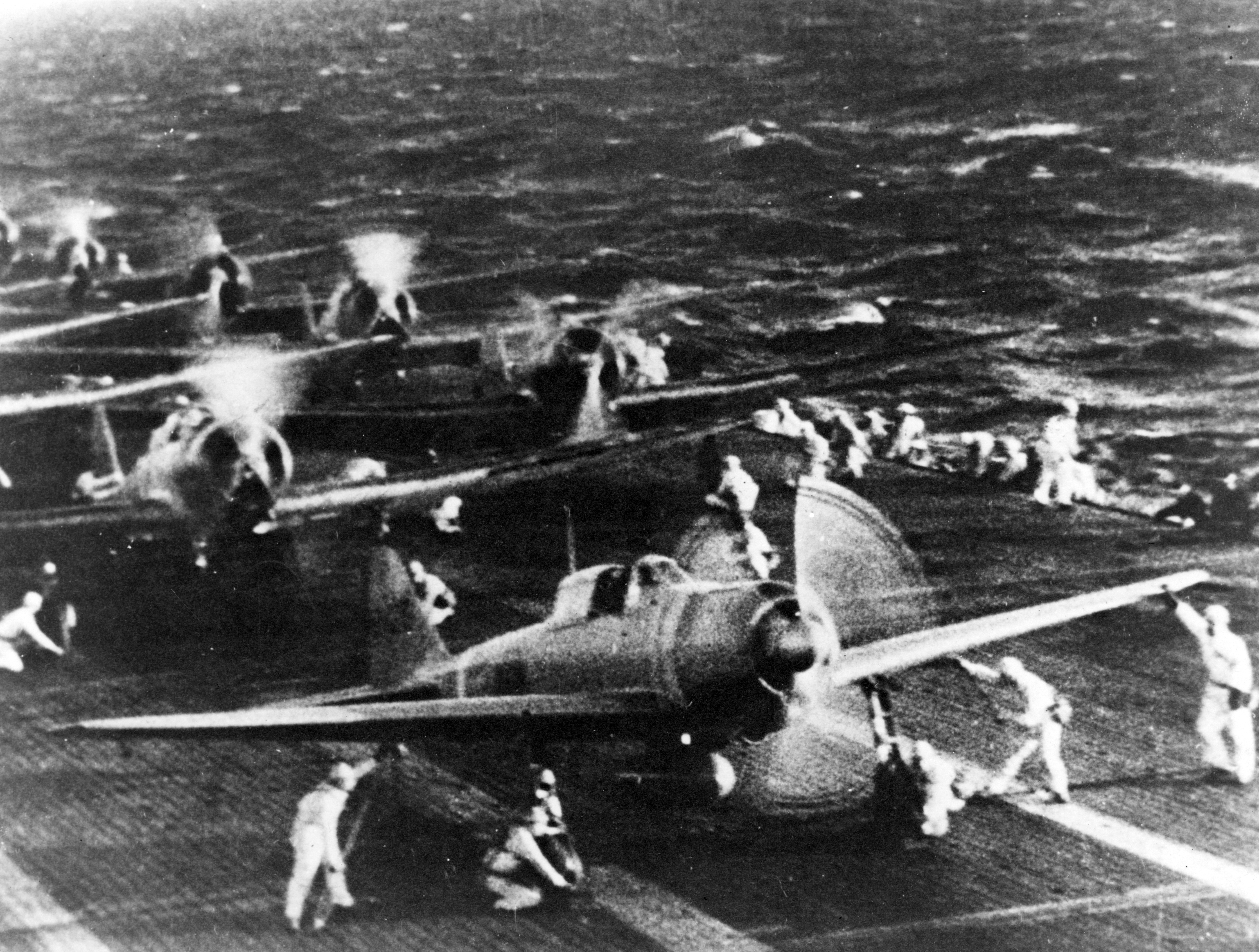
Japanska sjöflygplan förbereder start från ett hangarfartyg.

Allierades kommandostruktur över Stilla havet.

Den japanska kombinerade flottan leddes av amiral Isoroku Yamamoto tills han dödades i ett amerikanskt luftanfall i april 1943. Yamamoto efterträddes av amiral Mineichi Koga (1943–44) och amiral Soemu Toyoda (1944–45).
Amiral, senare Fleet Admiral Chester W. Nimitz hade befälet över den större majoriteten av de allierade sjöstridskrafterna i Stilla havet under perioden 1941–1945. De allierades kommando Pacific Ocean Areas (POA) bildades i mars 1942. POA delades ytterligare in North, Central, and South Pacific Areas med underställda befälhavare. Nimitz behöll direkt kontroll över Central Pacific Area (CENPAC).

## Större fälttåg och slag
- Centrala (Central Pacific Theater)
  - Attacken mot Pearl Harbor 7 december 1941[6]
  - Slaget om Wake Island 7–23 december 1941[7]
  - Doolittleräden 18 april 1942[6]
  - Slaget vid Midway 4–6 juni 1942[6]
  - Slaget om Gilbert- och Marshallöarna 1943–44
    - Räden mot Makin Island 17–18 augusti 1942[8]
    - Slaget vid Tarawa 20 november 1943[6]
    - Slaget vid Kwajalein 1 februari 1944[9]
    - Slaget vid Eniwetok 17 februari 1944[10]

  - Attacken mot Truk Island 17–18 februari 1944
  - Slaget om Marianerna och Palau 1944
    - Slaget om Saipan 15 juni 1944[11]
    - Slaget om Filippinska sjön 19–21 juni 1944[12]
    - Slaget vid Guam 21 juli 1944[13]
    - Slaget om Tinian 24 juli 1944[13]
    - Slaget om Peleliu 15 september 1944[14]
    - Slaget om Angaur 17 september 1944[14]

  - Slaget om Iwo Jima 19 februari 1945[6]
  - Slaget om Okinawa 1 april 1945[6]
- Norra (North Pacific Theater)
  - Slaget om Aleuterna 1942–43
  - Slaget vid Kommendörsöarna 26 mars 1943[6]